# Ditassa auriflora
Ditassa auriflora är en oleanderväxtart som beskrevs av Rapini. Ditassa auriflora ingår i släktet Ditassa och familjen oleanderväxter. Inga underarter finns listade i Catalogue of Life.